# 그레나다비둘기
그레나다 비둘기(Leptotila wellsi)는 아메리카 대륙의 중형 열대 비둘기이다. 그라나다 비둘기는 소앤틸리스 제도의 그레나다 섬의 고유종이다. 개체 수도 그레나다 섬의 고유종임을 기반으로 산출한 것이다. 본래 피 비둘기(Pea Dove)나 웰스 비둘기(Well's Dove)라고 알려졌으나, 그레나다 비둘기는 그레나다의 국조가 되었다. 그레나다 비둘기는 위급 단계에 속하는 멸종 위기 비둘기 중 하나이다.

## 형태
그레나다 비둘기는 목 부분의 하얀색으로 구분된다. 얼굴과 이마에 옅은 분홍색을 띄며, 등쪽이 올리브 갈색을 띈다.

## 참조
1. ↑  Lawrence, G. N. (1884). Characters of a new species of Engyptila, from the island of Grenada, West Indies. Auk 1:180.
2. ↑  Goodwin, Derek. (1970). Pigeons and Doves of the World. British Museum (Natural History): London